# Luzmila Carpio
Luzmila Carpio (Qala Qala, departament de Potosí, 1954) és una cantant boliviana. Va ser també ambaixadora de Bolívia a França durant els primers anys de mandat d'Evo Morales, del 2006 al 2010. Les seves cançons estan interpretades principalment en quítxua.
Està compromesa amb la Pachamama, els drets de les dones, l'educació a Bolívia (al costat d'Unicef i Cimade) i l'accés a l'aigua potable. Treballa perquè les dones i els homes quítxua i aimara siguin conscients de la riquesa i la importància de la seva antiga cultura i civilització delmada pels conqueridors castellans.

## Biografia

### Primers anys
Luzmila Carpio va néixer el 1954 a Qala Qala, al departament de Potosí. De petita va aprendre els cants tradicionals dels pobles indígenes quítxua i aimara que habiten a l'Altiplà bolivià. Ella mateixa ha confessat que va ser la seva mare qui li va ensenyar a inspirar-se en la naturalesa i en els cants dels seus ancestresː "Vaig néixer en una comunitat quítxua-aimara on no hi havia església, el nostre credo va ser sempre l'adoració de la terra. Des de molt nena la meva mare em portava als sembrats, arribàvem molt d'hora, cantant i escoltant el cant dels ocells, que sabíem que cantaven en la llengua aimara".
A l'edat d'11 anys, va viatjar a Oruro per cantar en un programa de ràdio dels diumenges que donava a la mainada la possibilitat d'agafar el micròfon; tanmateix quan va començar a cantar el pianista del programa li va increpar que no cantés en castellà: ¡Esto lo cantan los indios! ¡Vuelve cuando sepas cantar en castellano! " (Això ho canten els indis! Torna quan sàpigues cantar en castellà!). Carpio va fugir de l'estudi plorant, tot i que va decidir tornar el diumenge següent.
Durant la seva adolescència Luzmila Carpio va cantar uns anys en castellà amb un grup local de la Universitat Tècnica d’Oruro. Tot i així l’atracció que sentia per la seva tradició natal era forta i als 15 anys es va unir a un grup professional anomenat Los Provincianos que cantava tant en espanyol com en quítxua.

### Carrera musical
Als seus primers anys d'adolescència es va mudar a Oruro i va començar a expressar-se a través de les seves cançons. Un cop va anar a una emissora de ràdio i va cantar l'himne nacional de Bolívia, l’única cançó en espanyol que coneixia. Més tard va ser seleccionada com a cantant per una banda musical que va participar en un concurs a Cochabamba. Les cançons populars que va cantar en aquesta ocasió van ser dissenyades per satisfer les demandes dels grans segments populars de la població, majoritàriament descendents de pobles indígenes, però que ja vivien a les ciutats i parlaven espanyol. Una melodia composta per ella inspirada en la música del nord de Potosí, va ser la primera cançó veritablement indígena que va tenir un èxit popular generalitzat.

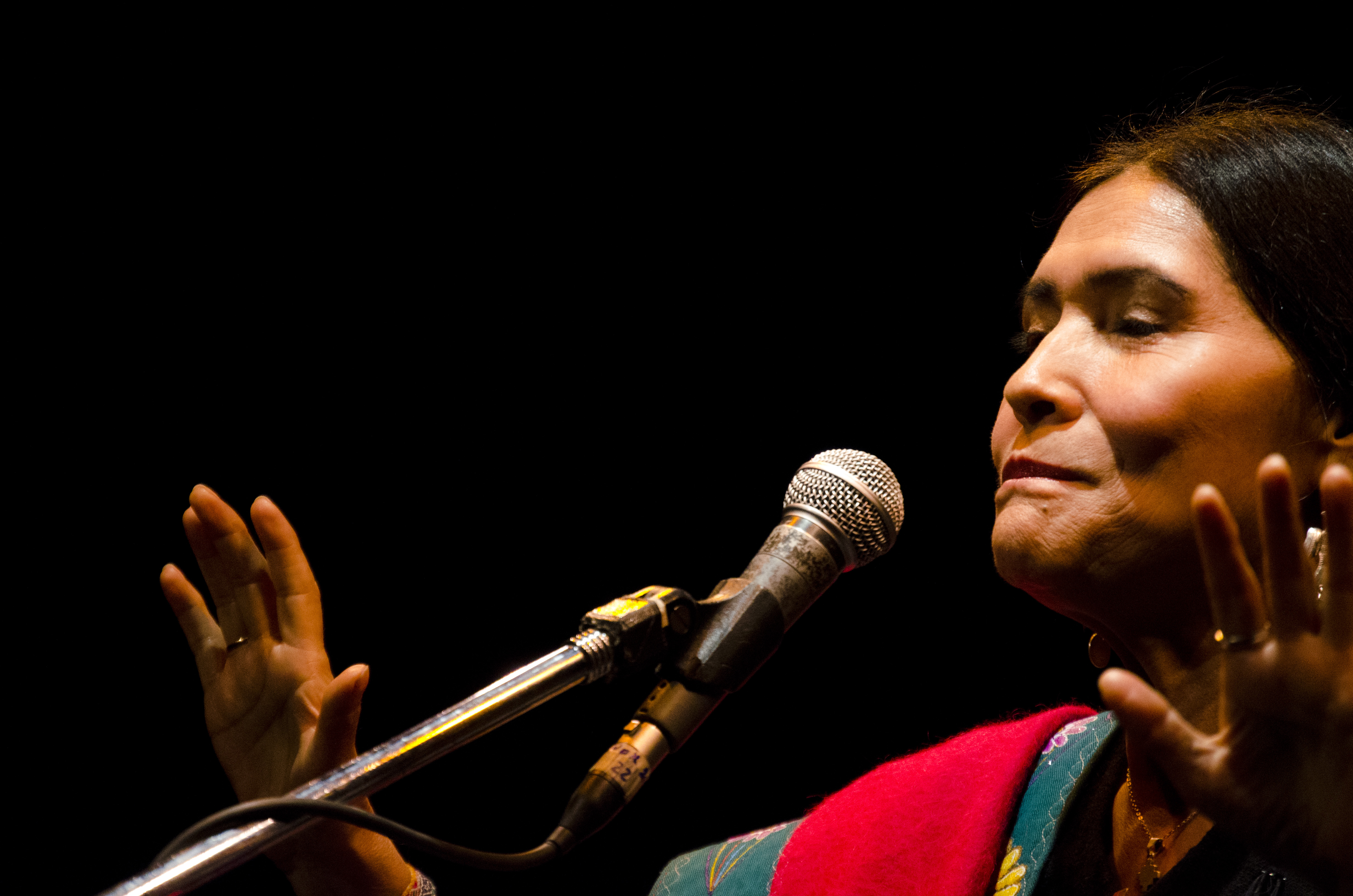
Luzmila Carpio al Mercado de Industrias Culturales del Sur, el 2014.

Contràriament a la tendència predominant, va començar a aprofundir en les formes culturals i musicals dels Andes i a cantar en quítxua, en lloc del castellà. L’objectiu principal no era agradar al públic, que continuava creixent, sinó utilitzar la seva música com a forma de protesta contra el predomini de les formes culturals occidentals sobre les indígenes. Luzmila Carpio ho entenia com una manera de demostrar que aquest món cultural subordinat també tenia una contribució a fer, i podia esdevenir una forma de construir relacions més harmonioses entre els pobles del món. En aquest sentit, va escriure i coescriure diverses cançons per a nens que es van popularitzar entre la mainada de les escoles rurals: Ima sarata munanki (Quin tipus de blat de moro voleu), Aylluman kutiripuna (Tornem a la comunitat) i moltes altres.
A finals dels vuitanta, va viatjar a París per continuar la seva evolució musical. Segons Sergio Cáceres, ex ambaixador bolivià a la UNESCO, "Luzmilla va patir una doble discriminació a Bolívia en ser alhora indígena i dona, en una societat molt racista i dominada pels homes. Va crear alguna cosa més profunda que el folklore urbà. La seva música és un símbol per a les cultures oprimides".
El 21 d'abril de 2006, el president Evo Morales va nomenar Luzmila Carpio com a ambaixadora de Bolívia a França. Aquest càrrec el va exercir durant quatre anys, fins al 31 de març de 2010.
Yuyay Jap’ina Tapes va ser nomenat un dels 10 millors àlbums llatins a la revista Rolling Stone del 2015 i es va referir a Carpio com a "possiblement l'artista indígena més prolífica d'Amèrica del Sud".
El 2015 la firma argentina de música electrònica ZZK Records va remesclar la seva música per crear l'àlbum Luzmila Carpio Meets ZZK, que va rebre l'aclamació de la crítica i va ser descrit com a "xamanisme futurista" per Vice i com a "una condensació de tradició i futurisme, de passat i contemporani, de sons orgànics i ritmes digitals" per Radio France Internationale.

## Discografia
Ha publicat més de 25 àlbums i ha compost més de 120 cançons. Entre la seva obra musical destaquen els àlbums següentsː
- Chants des Indiens Quechua de Bolivie (Francia, 1983)
- Indianische Stimme (1988); Huayños (1989)
- Vida para los niños (1991)
- Warmikunapax (1993)
- Yayay Jap'ina (1994)
- Oratorio Andino Amazonico
- The Messenger Kuntur Mallku (2003)
- Arawi: The Spirit of the Andes (2004)
- Song of the Earth and Stars (2004)
- Luzmila Carpio Live. En concierto (2005)
- Yayay Jap'ina Tapes (2014)

## Honors
Luzmila Carpio va ser nomenada Gran Oficial de l'Orde del Mèrit de la República Francesa (Grande Officier de l'Ordre National du Mérite), el 14 de juny de 2011. 